# 1979 (Roman)
1979 ist der Titel des 2001 erschienenen, zweiten Romans des schweizerischen Schriftstellers Christian Kracht. Laut Kracht ist 1979 der zweite Teil eines Triptychons, bestehend aus seinem Debütroman Faserland, 1979 und seinem dritten Roman Ich werde hier sein im Sonnenschein und im Schatten.

## Synopsis
Die Handlung spielt zunächst in Iran, später in China im Jahr 1979. Der Ich-Erzähler, ein namenloser deutscher Innenarchitekt, reist mit seinem Ex-Freund Christopher nach Teheran, das zu diesem Zeitpunkt im Zeichen der islamischen Revolution von Chomeini steht. Als der bereits kranke Christopher nach einem Drogenexzess stirbt, wird der Erzähler von einem mysteriösen Rumänen ermutigt, den heiligen Berg Kailash in Tibet zu umrunden. Dort wird er von der chinesischen Armee aufgegriffen und als vermeintlich russischer Spion in einem Straflager in der Wüste Lop Nor als politischer Häftling interniert. Die Handlung endet damit, dass der Ich-Erzähler seinen Alltag im Arbeitslager beschreibt.

## Analyse
Der Ich-Erzähler schlägt in der Handlung einen zeitlichen Bogen über unterschiedliche politische Revolutionen: Der Roman beginnt am Vorabend der islamischen Revolution des Jahres 1979 im Iran und schließt im Kontext des Nachwirkens der Revolte in China 1949. Auf dieser Reise wandelt sich der Ich-Erzähler. Aus einem dekadenten Ästhetik-Schnösel wird ein fanatischer Maoist. Das literarische Thema der Selbstfindungsreise wird damit ad absurdum geführt. 1979 steht somit ganz im Widerspruch zu Werken wie Hermann Hesses „Siddharta“ oder Paulo Coelhos „Der Alchimist“.
Angesichts der politischen Ereignisse bleibt der Ich-Erzähler für den Leser zu Beginn auffallend unberührt; einige gesellschaftliche und soziale Geschehnisse im Rahmen der islamischen Revolution wie auch im kommunistischen Lager benennt er, wendet sich jedoch sogleich unbedeutenden Details zu, wie z. B. der Raumeinrichtung, Kunst, Essen, Musik. Hierdurch wird das Unpolitische betont (was eher eine Betonung oder Um-Wertung der Wahrnehmung des Politischen und Geschichtlichen ist), wie sie auf den ersten Blick weniger in das Jahr 1979 als in die Zeit der Jahrtausendwende passt.
Letztlich muss daher der Leser für den Ich-Erzähler die Erlebnisse reflektieren; dieser scheint dazu nicht in der Lage oder lehnt es ab, davon zu erzählen. Diese Erzählposition ist es auch, mit der „1979“ potentielle Fallen wie eine allzu simple Karikatur des Dandy im Tumult der Geschichte zu vermeiden sucht. Der Ich-Erzähler schreitet keineswegs souverän durch dieses apokalyptisch übersteigerte Szenario. Huber (2007) weist darauf hin, dass der Ästhet (sensu Kracht) insgesamt „durch seine ästhetizistische Sicht auf die Welt zur Individuation gezwungen [ist]. Eine Kontaktaufnahme zu seinen Mitmenschen kann keine unmittelbare Kontaktaufnahme sein, denn als Ästhet ist er gewohnt, Gefühle durch einen ästhetischen Code zu sublimieren.“

## Übersetzungen
Der Roman wurde bislang in das Niederländische, Estnische, Bulgarische, Litauische, Lettische, Russische, Italienische, Hebräische, Spanische, Dänische, Rumänische, Schwedische, Norwegische und Französische (in Anspielung auf Samuel Becketts „Fin de Partie“ als „Fin de Party“) übersetzt. Im Jahr 2025 erschien der Roman auf Farsi im Iranischen Verlag Nashr-e-Now.